# Đường tỉnh 743
Tỉnh lộ 743 là tuyến đường bộ kết nối trung tâm hành chánh của tỉnh Bình Dương là thành phố Thủ Dầu Một với thành phố Thủ Đức của Thành phố Hồ Chí Minh và thành phố Biên Hòa, tỉnh Đồng Nai.
Tỉnh lộ 743 có chiều dài 19,5 km có 6 làn xe, là tuyến giao thông huyết mạch đi qua các khu công nghiệp, khu sản xuất tập trung của Bình Dương và khu chế xuất ở Thủ Đức. Điểm đầu tại ngã tư Chợ Đình thành phố Thủ Dầu Một đi qua địa bàn các thành phố Tân Uyên, Thuận An, Dĩ An và điểm cuối là cầu vượt Sóng Thần giao nhau với Quốc lộ 1, phường Tam Bình, thành phố Thủ Đức, thành phố Hồ Chí Minh. Ngoài ra, nó còn một tuyến nhánh phụ nửa là đường ĐT 743 kéo dài giao nhau với quốc lộ 13 tại ngã tư cầu Ông Bố thuộc phường Bình Hòa, thành phố Thuận An. Đoạn từ ngã tư 550 đến Quốc lộ 1 trước đây là đất quốc phòng do Quân đoàn 4 quản lý xe dân dụng không được phép vào, từ năm 1997 khi khu công nghiệp Sóng Thần được thành lập thì đoạn đường này mới được nâng cấp mở rộng và thông suốt từ Thủ Dầu Một đến Thủ Đức.